# Druckfarbenentfernung
Die Druckfarbenentfernung oder auch Deinking (sprich: De-inking, von englisch ink = „Druckfarbe“, „Tinte“) ist der Schlüsselprozess beim Papierrecycling zum Entfernen der Druckfarbe aus bedrucktem Altpapier. Das Altpapier wird dabei durch mechanische und chemische Methoden gebleicht. In Deutschland wird Altpapier deinkt, um daraus Zeitungsdruckpapier, Kopierpapier (Büropapier) und Hygienepapiere herzustellen. Hier bestimmen vor allem die optischen Eigenschaften den Gebrauchswert. Dunkle Altpapiersorten (Verpackungen, Karton) können nicht deinkt werden, sie müssen deshalb vorher aussortiert werden. Solche Sorten werden wieder zur Herstellung von Karton oder Wellpappe genutzt.

## Geschichte
Der Ursprung des Deinking-Verfahrens ist auf eine Entdeckung von Justus Claproth im Jahr 1774 zurückzuführen, bei der die Druckfarbe aus gedrucktem Papier herausgewaschen wurde, um wieder beschreibbares Papier herzustellen. Bis 1843 wurden für das Recyclingpapier Fasern aus Altkleidung verwendet, dann hielt die Holzpulpe als Ausgangsmaterial Einzug. Mit dem Einsatz der Flotation für die Druckfarbenentfernung von Papier in den 1950er Jahren konnten Papierfasern als Ausgangsstoff in der Papierproduktion verwendet werden. Zuvor eignete sich das Altpapier lediglich zur Produktion von Karton. Der nun erzielbare Weißgrad ermöglichte fortan die Produktion von Zeitungs- und Hygienepapieren.

## Prozess
Vor Mitte der 1970er Jahre bestanden die Deinkingsysteme aus Desintegration (Zugabe von Deinkingchemikalien in die Auflösetrommel) Sortierung und Flotation zur Entfernung der Druckfarbe. Hinzu kamen Eindickung (Trennung des Stoffaufbereitungs-Wasserkreislaufs vom Papiermaschinen-Wasserkreislauf), Heißdispergierung zur feinen Zerteilung der verbleibenden Störstoffe und die Feinsortierung mittels sehr feiner Schlitze. Dadurch können neben der Druckfarbe sogenannte Stickys (klebende Verunreinigungen) entfernt werden. Der heutige Deinkingprozess enthält meist eine zweite Flotations- sowie Eindickungsstufe und die Reinigung der Kreislaufwässer (DAF = dissolved air flotation), um eine erhöhte Qualitätsstufe zu erreichen. Neben dem in Europa üblichen Flotationsdeinking gibt es auch das Waschdeinking (häufiger in Nordamerika). Die Flotation liefert höhere Ausbeuten und benötigt erheblich weniger Wasser als die Wäsche. Die Wäsche wird bei der Herstellung von Hygienepapieren eingesetzt, wo gezielt vor allem die langen Fasern ohne Fein- und Füllstoffe herausgesiebt werden.
Die Flotation entfernt die Druckfarbe aus dem eingesetzten Altpapier und erhöht so den Weißgrad. Dabei wird die hydrophile (wasseranziehende) Eigenschaft der Fasern genutzt. Diese werden von Wasser benetzt, während die hydrophobe (wasserabstoßende) Druckfarbe weitgehend unbenetzt bleibt. Aus diesem Prozess leiten sich die Anforderungen an für das Deinking geeignetes Altpapier ab. Diese Deinkingware wird in einer Altpapier-Sortenliste definiert.
Aus im Flexodruck hergestellten Zeitungen, die in England und Italien verbreitet sind, kann die Druckfarbe bei der Flotation nicht entfernt werden. Dies bereitet erhebliche Probleme beim Recycling. Schon geringe Anteile von Flexozeitungen in der Altpapiermischung führen zu einem schlechten Weißgrad. Das Bindemittel der Flexodruckfarbe löst sich im schwach alkalischen Milieu auf und setzt die Primärpigmente der Farbe frei, diese Partikel sind sehr klein und nicht hydrophob, deshalb funktioniert bei ihnen der Flotationsprozess nicht. Ähnliche Probleme bei der Flotation bereiten pigmentierte Inkjet-Tinten, digitale Druckverfahren mit Polyethylen-Flüssigtoner und UV-Lack. Allerdings könnte hier eine Optimierung der verwendeten Deinkingchemikalien zur Problemlösung beitragen. Neu entwickelte polyesterbasierte Flüssigtoner sind wie klassische Trockentoner dagegen hervorragend deinkbar.
Deinkbarkeit wird inzwischen als Kriterium für die Rezyklierbarkeit eines Papierprodukts anerkannt. Zuerst nahmen der Nordische Schwan (Nordisches Umweltzeichen) und das Österreichische Umweltzeichen für Druckprodukte Deinkbarkeit als Kriterium auf. Das 2012 verabschiedete Europäische Umweltzeichen für Druckerzeugnisse (EU Ecolabel for printed paper) und der Blaue Engel für Druckerzeugnisse (DE-UZ 195) enthalten ebenfalls Deinkbarkeit als wichtige Voraussetzung.
Recyclingpapier aus Altpapier wird deinkt, bei sogenanntem Umweltpapier wird darauf verzichtet. Bei der Aufbereitung des Altpapiers zu Umweltpapier werden keine Chemikalien zugegeben, Druckfarben werden nicht aus dem Altpapierstoff entfernt und auf eine Bleiche wird verzichtet. Der Recyclingvorgang kann nicht beliebig oft wiederholt werden, da das Papier nicht nur durch verbleibende Druckfarbenpartikel an Helligkeit verliert, sondern auch mit intensiviertem Recycling den Qualitätsanforderungen moderner Druck- und Vervielfältigungsverfahren nicht mehr genügt. Eine Folge ist, dass diese sehr dunklen Papiersorten weniger Abnehmer finden und schneller wieder im Müll landen.
Altpapierfasern sind theoretisch 4- bis 6-mal wiederverwertbar, da sie bei jedem Recyclingzyklus abgeschwächt und verkürzt werden. Kleine Bruchstücke werden allerdings ausgeschwemmt, und frische Fasern etwa aus Zeitschriften kompensieren die Verluste. So ist bei der gegenwärtigen Zusammensetzung des Altpapiers aus schon einmal recyceltem Papier (z. B. Zeitungen) und Frischfaser (z. B. aus Zeitschriften) kein „Recyclingkollaps“ zu befürchten.
Andere Deinkingvarianten, die gelegentlich zusätzlich eingesetzt werden, sind das enzymatische Deinking oder die „DAF“ (dissolved air flotation).

## Chemikalien
Ähnlich wie beim Wäschewaschen wird zum Deinken ein Waschmittel benötigt. Voraussetzung für die Entfernung der Druckfarbe aus dem Altpapierstoff ist die Ablösung der Farbpartikel von den Fasern. Dazu werden die nötigen Chemikalien üblicherweise schon bei der Zerfaserung des Altpapiers im Pulper oder in der Trommel zugegeben.
Deinkingrezepturen enthalten Natronlauge, Natronwasserglas, Wasserstoffperoxid und ein Tensid (Seife). Diese Chemikalien unterstützen das Auflösen des Altpapiers und bewirken zusammen mit der mechanischen Beanspruchung, dass sich die Druckfarbe von den Fasern löst. Um die Wirkung der Chemikalien voll auszunutzen, müssen bestimmte Reaktionszeiten eingehalten werden. Daher lagert der aufgelöste Altpapierstoff nach der Zerfaserung meist einige Zeit in großen Bütten, bevor er gereinigt und deinkt wird. Gerade holzhaltiges Altpapier vergilbt unter der Einwirkung der Natronlauge leicht, deshalb wird hier schon Peroxid zugesetzt. Dieses Bleichmittel wirkt einer Vergilbung der Fasern entgegen, unterstützt die Ablösung der Druckfarben und kann zusätzlich einen Bleicheffekt (Zerstörung bleichempfindlicher Farbstoffe) bewirken.
Peroxid wird leicht von Schwermetallionen zersetzt, weshalb oft kurz vorher im Pulper ein Peroxid-Stabilisator zugesetzt wird. Dazu dient Wasserglas (Natriumsilikat), bis heute der beste Peroxid-Stabilisator; Komplexbildner werden bei der Altpapieraufbereitung praktisch nicht mehr eingesetzt. Wasserglas unterstützt außerdem sowohl die Druckfarbenablösung als auch die Druckfarbenentfernung bei der Flotation.
Ist die Druckfarbe von der Faser gelöst, muss ein Sammler die Druckfarbenteilchen an sich binden und bei der Flotation für die Anlagerung an die Luftblasen sorgen. Dies ist Aufgabe der waschaktiven Substanzen: meist Seifen (anionische Tenside), mit denen erfahrungsgemäß beim herkömmlichen Deinking die besten Ergebnisse erzielt werden. Tenside verbessern das Ablösen der Druckfarbe. Daher werden sie meist im Pulper zugegeben, üblicherweise 0,5–1,0 %. Im Gegensatz zum Wäschewaschen brauchen Tenside beim Deinken hartes Wasser, mindestens 1,8 mmol/l (10 °dH). Bei weichem Wasser werden Calciumionen zugesetzt oder synthetische Tenside verwendet.
Im Verlauf des Deinkens wird der überwiegende Teil der Chemikalien abgebaut (z. B. wird aus Wasserstoffperoxid Wasser). Die Tenside werden mit dem Flotationsschaum entfernt.

## Reststoffe
Die Deinkingreststoffe, sogenannte Deinkingschlämme, bestehen aus Füllstoffen (Calciumcarbonat, Kaolin, Silikate), Faserstoffen, Extraktstoffen (Fette, lösliche Druckfarben- und Strichbindemittelbestandteile) sowie Feinstoffen (unlösliche Druckfarben- und Streichfarbenbestandteile, Klebstoffbestandteile).
Bei der Verwertung dieser Stoffe spielt die thermische Behandlung (Abfallverbrennung) eine zentrale Rolle. Fast alle Reststoffe der Papierindustrie fallen mit relativ niedrigen Feststoffgehalten an, bringen jedoch wegen des hohen Gehalts an organischen Komponenten in der Regel noch einen so hohen Heizwert mit, dass sie ohne Stützfeuer brennen, also Energie gewonnen wird. Deshalb werden mehr als 55 % der Deinkingreststoffe als Ersatzbrennstoff in den eigenen Kraftwerken der Papierfabriken oder extern verbrannt, um so Energie zu erzeugen. Die nicht brennbaren Bestandteile bleiben als (eventuell verwertbare) Asche, als Schlacke und als Filterstaub zurück.
Etwa 42 % der Deinkingreststoffe werden stofflich verwertet. Beispielsweise werden sie wegen des hohen Fasergehalts bei der Lochziegelherstellung genutzt. Hier sind sie ein willkommenes Porosierungshilfsmittel – beim Brennen der Ziegel hinterlassen die Fasern winzige Hohlräume, die die wärmedämmende Wirkung der Ziegel verbessern. Deinkingreststoffe sind zudem für Zementherstellung, wegen des hohen Aluminiumgehalts (aus dem Kaolin, das u. a. im Papierstrich eingesetzt wird), geeignet. Je nach verwendetem Ton kann der Zusatz der Reststoffe die Zementqualität verbessern. Organische Substanzen wie die Papierfasern oder Rückstände aus Druckfarben verbrennen beim Brennen des Zements.